# 塩谷歩波
塩谷 歩波（えんや ほなみ、1990年6月26日 - ）は、日本の画家。東京都出身。代表作のイラスト集『銭湯図解』で知られ、東京都杉並区の銭湯「小杉湯」に在籍していた2021年5月までは「番頭兼イラストレーター」の肩書で活動していた。

## 人物
1990年6月26日、茨城県に生まれる。建築物を描く楽しさを知ったのは小中学生の頃で、インテリアコーディネーターの専門学校に通う母親が課題として空想の住宅の内観パースを描いている姿を見ていたのがきっかけとなった。
2015年に早稲田大学大学院（建築専攻）を終了、建築設計事務所に勤めたが、機能性低血糖症と診断され休職することになった。大学時代のサークルの先輩に誘われ、中目黒の「光明泉」を訪れたことから銭湯通いを始める。かかりつけの医師からも「体を温めるのは良いこと」と推奨され、心理的な抵抗を持たずに銭湯に通うことができ、あつ湯と水風呂に繰り返し入浴する「交互浴」も身体に合っていた。友人らに銭湯の魅力を伝えようと、大学で学んだアイソメトリックで銭湯の図解を試みる。初めて描いたのは、台東区東上野の「寿湯」であった。設計事務所に復職したが、集中力が持続しない状態は続いた。
2016年末ごろより、Twitter上で銭湯図解シリーズを公開。2017年6月からはITmedia社のウェブサイト「ねとらぼ」で『えんやの銭湯イラストめぐり』の連載を開始。2017年11月号からは、交通新聞社の旅行雑誌『旅の手帖』で『百年銭湯』の連載を開始した。パンフレットの制作の依頼を受けたことをきっかけに、2017年3月に東京・高円寺の銭湯「小杉湯」に転職。小杉湯近くに転居して番頭を務めるかたわら絵を描く生活を始めた。2018年3月放送のNHKのテレビ番組『人生デザイン U-29』、2019年3月には毎日放送テレビの『情熱大陸』に取り上げられるなど、メディアへの露出も増えた。反面、成功者として描かれることへの内心のギャップや、銭湯の仕事の責任と絵を描きたい気持ちとの葛藤に悩みを持つ。小杉湯の人たちに打ち明けたところ快く独立を認めてくれて、2021年5月に退職。6月よりフリーの画家となり、住居も高円寺から離れた。2021年3月から双葉社のウェブサイトで連載されたエッセイ『40℃のぬるま湯につかって』は、2022年11月に『湯あがりみたいに、ホッとして』のタイトルで書籍にまとめられた。
2022年2月3日よりひかりTVで配信されたドラマ『湯上がりスケッチ』は、塩谷の体験をもとに制作され、塩谷をモデルにした澤井穂波役を演じた小川紗良とは友人関係となる。2023年に公開された映画『湯道』では、ヒロインの秋山いづみのモチーフともなり、作中の銭湯「まるきん温泉」の図解を書き下ろした。

## 作品
「図解」の制作にあたっては寸法をミリメートル単位で実測し、コピー用紙に手描きで下書きし、水彩紙に描き写し、彩色する手順で作られる。浴室のみの場合約1週間、建物全体では1～2か月を要する。早稲田大学の恩師の入江正之から「人がいない絵は死んでいる」と教えを受けたこともあり、人物の表情をしっかり描き込んでいる。雨に濡れ、ネオンサインの灯りに照らされた銭湯の建物にエロティシズムを見出す感性も、作品を印象深きものとしている。15社の出版社から書籍化のオファーがあったが、編集者との感性が最も合った中央公論新社から出版することとなった。描いた銭湯は100軒を超え、銭湯にとどまらず茶室やホテルなど様々な建物の図解や、POPなど図解以外の制作物、イベント企画なども手掛ける。
エッセイの連載は、双葉社の編集担当が塩谷とサウナ仲間であることがきっかけとなった。

## 著書
- 『銭湯図解』中央公論新社、2019年。ISBN 978-4-12-005169-2。
- 『湯あがりみたいに、ホッとして』双葉社、2022年。ISBN 978-4-575-31755-8。
- 『塩谷歩波作品集』玄光社、2024年。ISBN　978-4-7683-1951-2
- 『純喫茶図解』幻冬舎、2025年。ISBN　978-4-344-04425-8